# Ministero delle finanze (Paesi Bassi)
Il Ministero delle finanze (in olandese: Ministerie van Financiën, FIN) è il ministero olandese responsabile per la politica economica, la politica monetaria, la politica fiscale, la politica di tassazione, la politica dei redditi, la regolamentazione, il bilancio dello Stato e il mercato finanziario. Il ministero è stato creato nel 1798 come Dipartimento delle finanze della Repubblica batava. Nel 1876 divenne noto con il suo nome attuale di Ministero delle finanze. Il ministro delle finanze (in olandese: Minister van Financiën) è a capo del ministero e membro del gabinetto dei Paesi Bassi. L'attuale ministro è Sigrid Kaag.

## Storia
Il ministero è stato fondato nel 1798. Nella storia iniziale del ministero, il primo ministro ha spesso ricoperto l'incarico di ministro delle finanze. Pieter Philip van Bosse è stato cinque volte ministro delle finanze. Il primo ministro più recente a ricoprire il ruolo di ministro delle finanze è stato Jelle Zijlstra (1966–67).

## Responsabilità
Il ministero ha il dovere di custodire il tesoro e puntare a uno stato economicamente sano e prospero dei Paesi Bassi.
- È responsabile delle entrate e delle spese del Regno dei Paesi Bassi.
- È responsabile della riscossione delle tasse e sviluppa la legislazione fiscale.
- Cerca di impiegare il bilancio del governo in modo responsabile, efficiente ed efficace.
- È anche responsabile della politica economico-finanziaria.
- Supervisiona i mercati finanziari, le banche e i trasferimenti finanziari.